# ウアバイン
ウアバイン（英: ouabain）は、強心配糖体のひとつ。ソマリ族が毒矢の毒の原料として用いていたキョウチクトウ科のストロファントゥス属（Strophanthus）の種子に含まれる。名称はソマリ語で「矢毒」を意味する"waabaayo"のフランス語表記"ouabaïo"による。別名は G-ストロファンチン（g-strophanthin）、CAS登録番号 は [630-60-4]。
ウアバインのアグリコン（非糖部）はウアバゲニン（ouabagenin、またはg-straphanthidin）。
細胞膜に存在するNa+/K+-ATPアーゼを阻害することにより心筋細胞内Ca2+濃度を上昇させ、収縮力を増大させる。
医学実験においてNa+/K+-ATPアーゼのブロックに用いるほか、ドイツとフランスでは強心剤として用いる。